# Sawascianawiczy
Sawascianawiczy (biał. Савасцянавічы; ros. Севостьяновичи) – wieś na Białorusi, w obwodzie mohylewskim, w rejonie mohylewskim, w sielsowiecie Bujniczy, nad Łachwą i przy drodze republikańskiej R123.
W pobliżu wsi do Łachwy uchodzi Łachwica.